# Centro Cultural Usiminas
O Centro Cultural Usiminas é um centro cultural localizado no município brasileiro de Ipatinga, no interior do estado de Minas Gerais. Situa-se ao lado do Shopping Vale do Aço e foi inaugurado em setembro de 1998, tendo sido criado e projetado visando à capacidade de acolher produções locais, nacionais e internacionais.

## Descrição
O Centro Cultural Usiminas é mantido pelo Instituto Usiminas, criado em 1993 com fomento à atuação cultural da Usiminas, e tem uma abrangência regional que extrapola o município de Ipatinga e leva também às cidades vizinhas uma programação diversificada, tal como oficinas, espetáculos e apresentações teatrais e musicais. Recorrentemente sedia eventos como as atrações da Campanha de Popularização do Teatro e da Dança e o Ipatinga Live Jazz.
Seu complexo é composto pela Galeria de Arte Hideo Kobayashi, pela Sala Multimídia, pela biblioteca Central de Ideias e pelo Jardim Japonês, sendo considerado como o principal núcleo cultural da Região Metropolitana do Vale do Aço. Em 31 de outubro de 2002, foi concluída a segunda etapa do edifício, com a inauguração do teatro do Centro Cultural Usiminas, que tem 724 lugares e é equipado com alguns dos equipamentos cenotécnicos e de sonorização mais modernos do país. Possui tratamento acústico, piso flutuante (palco com amortecedores), quarteladas móveis, fosso para orquestra de 39,6 m² e palco de 480 m².

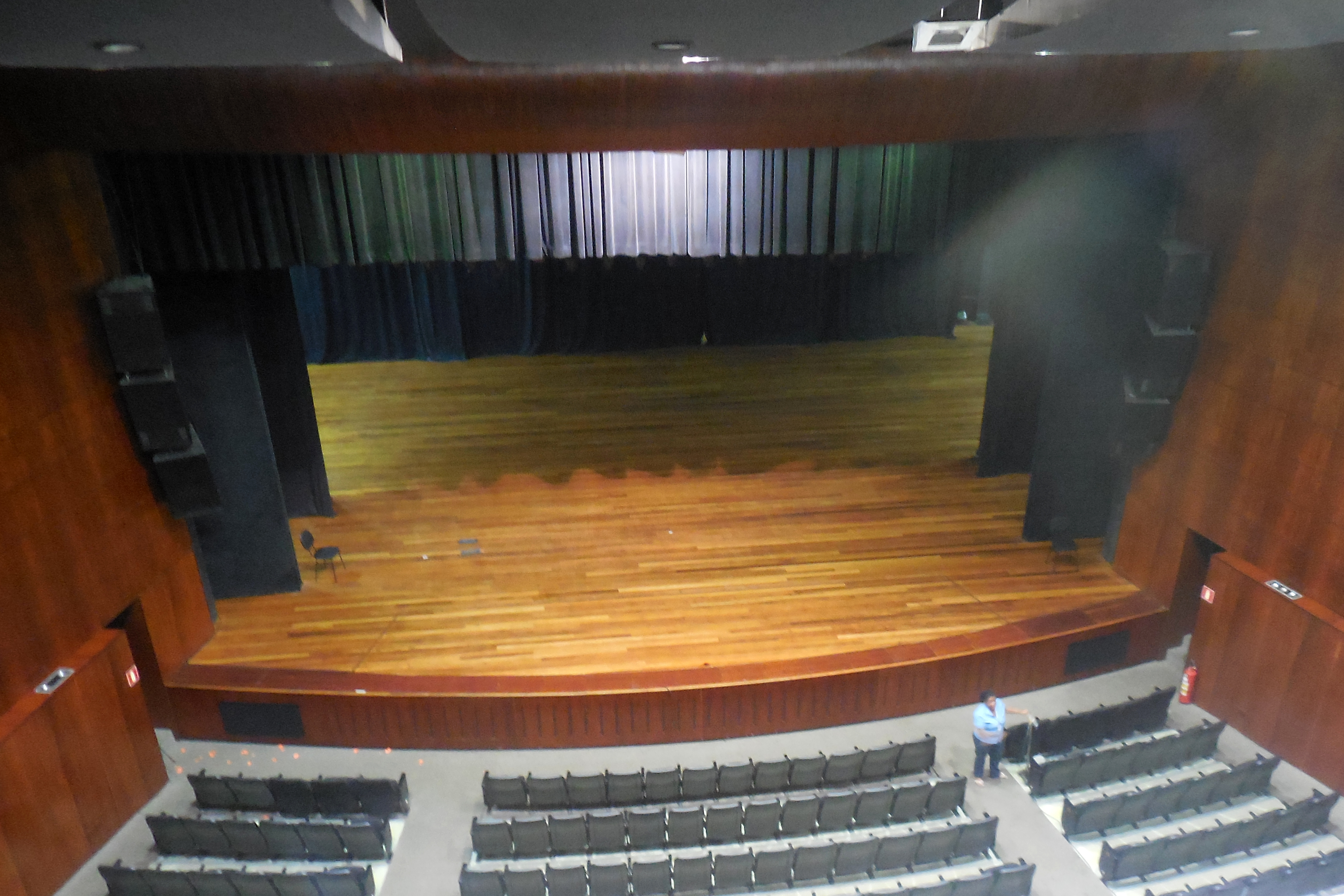
Palco do teatro do Centro Cultural Usiminas
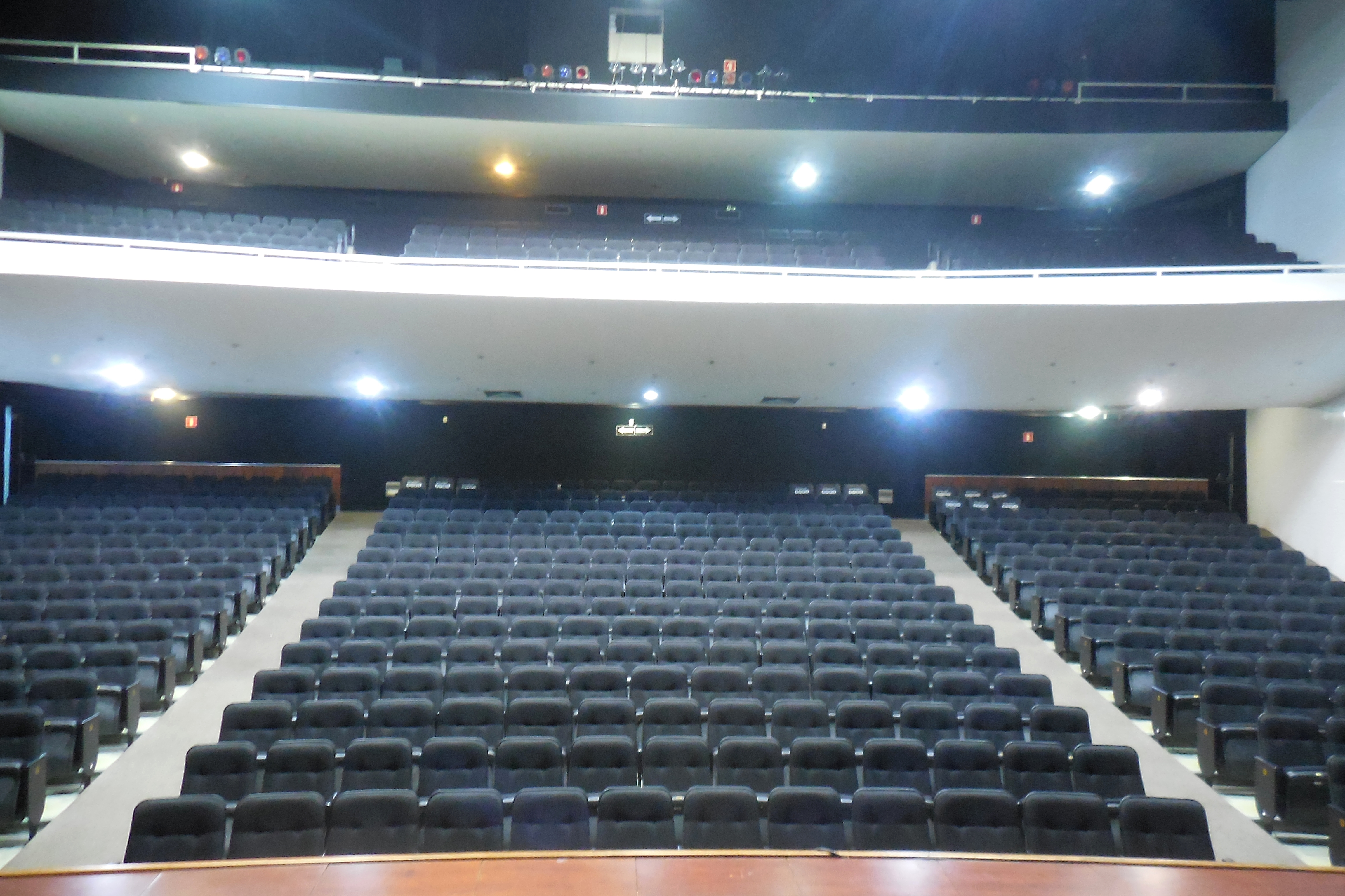
Plateia do teatro do centro cultural
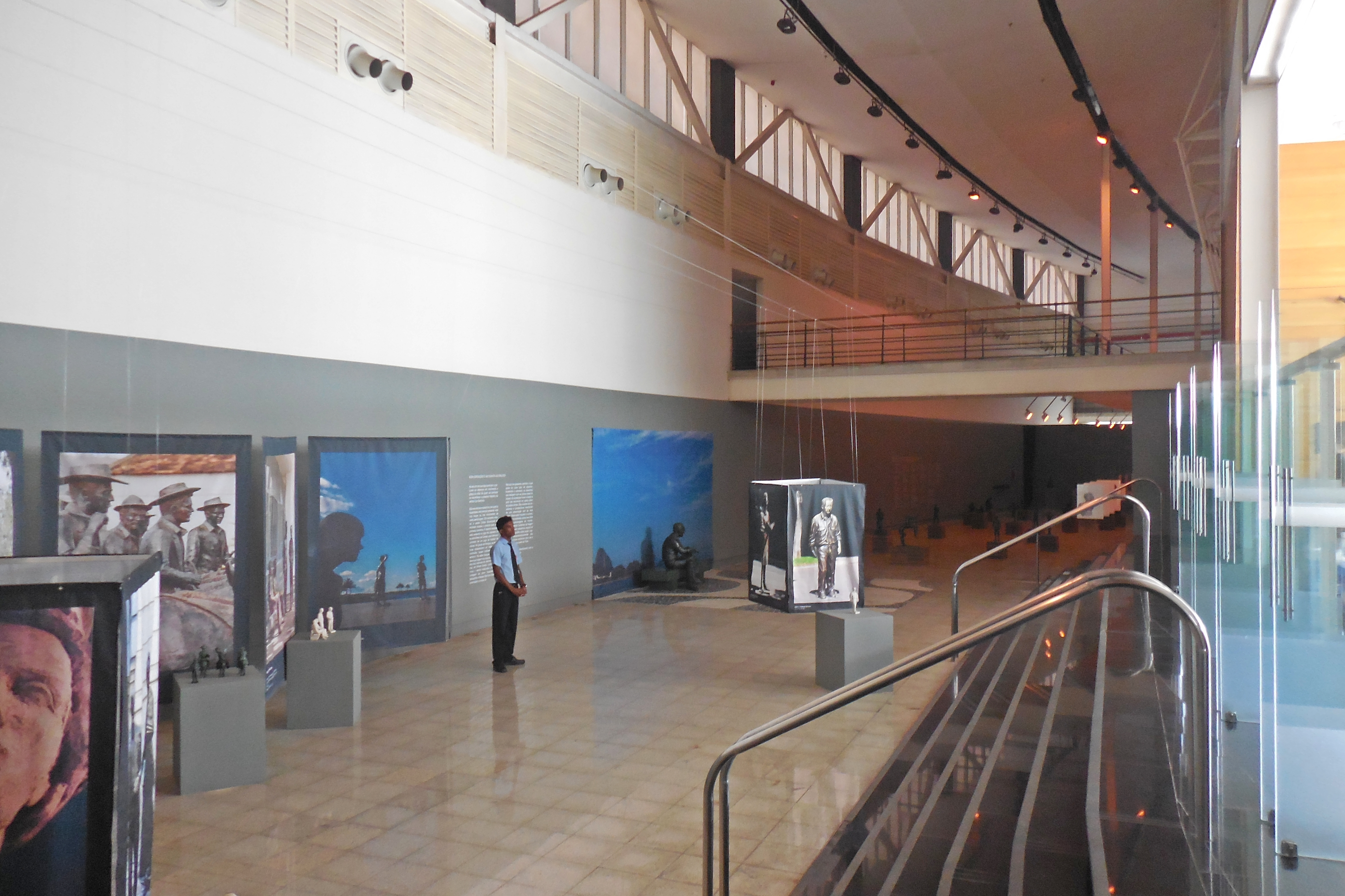
Galeria do centro cultural durante exposição do artista mineiro Leo Santana